# Teodor Kulik
Teodor Kulik, pseud. Bogdan (ur. 6 listopada 1895 w Chrząszczycach, zm. 16 grudnia 1975 w Katowicach) – dowódca powstańczy, działacz narodowy i społeczny.

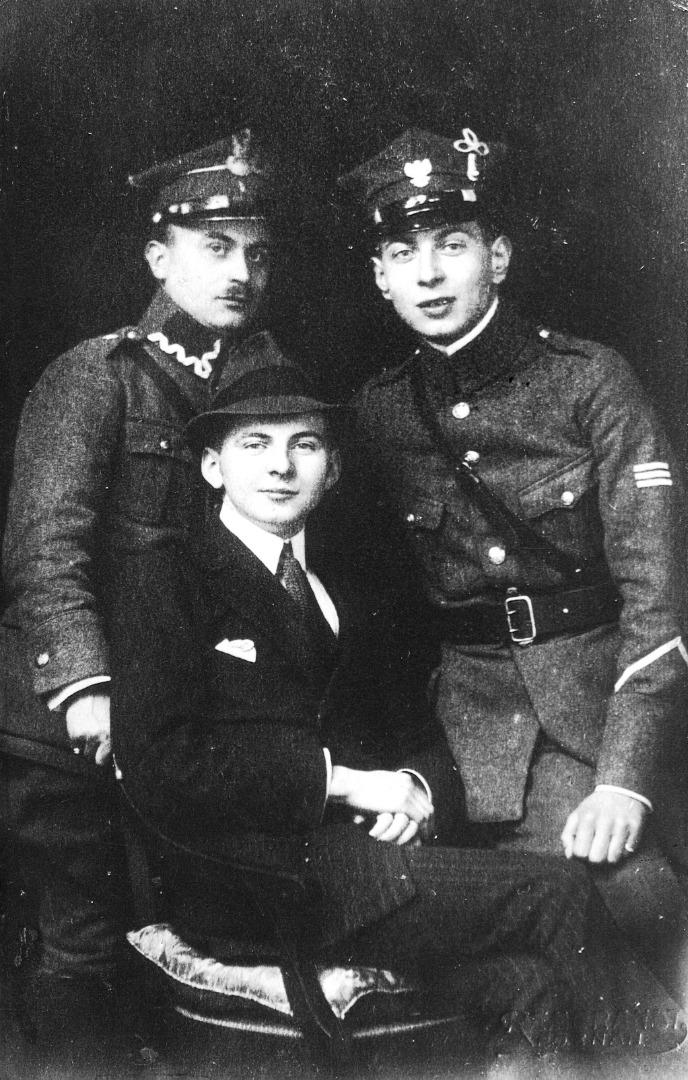
Działacze Polskiej Organizacji Wojskowej Górnego Śląska: Teodor Kulik (pierwszy z lewej), Walter Larysz i Bronisław Janowski (siedzi).

## Życiorys
Urodził się w Chrząszczycach w rodzinie małorolnego chłopa, jako syn Franciszka i Joanny z domu Janecko. Jego ojciec oprócz uprawy roli trudnił się murarstwem w celu poprawy trudnej sytuacji finansowej rodziny. 

 W domu Kulików panowała atmosfera patriotyczna i społecznikowska. Ojciec rodu Franciszek Kulik utrzymywał ścisłe kontakty z redaktorem i wydawcą „Gazety Opolskiej” - Bronisławem Koraszewskim, angażując się w upowszechnianie słowa polskiego na wsi śląskiej. Pod wpływem ks. Leopolda Jędrzyjczyka członka Kółka Polskiego we Wrocławiu i ks. Teodora Kulki nakłaniał parafian, aby prenumerowali czasopisma „Chleb św. Antoniego”, wydawnictwa św. Wojciecha w Poznaniu lub „Królowa Apostołów”, wydawane przez księży Pallotynów w Wadowicach. Czasopisma te były wysyłane na adres Franciszka Kulika, a następnie wraz z innymi gazetami i książkami polskimi sprowadzanymi konspiracyjnie głownie z zaboru austriackiego, kolportowane przez jego dzieci, w tym Teodora, do poszczególnych abonentów.
Po ukończeniu gimnazjum w Opolu studiował teologię na uniwersytecie we Wrocławiu. Członek Związku Młodzieży Polskiej „Zet”. 1 kwietnia 1914 roku został wcielony do armii niemieckiej, 23 października 1916 r. mianowany podoficerem, a 15 września 1917 r. aspirantem oficerskim. 5 lutego 1918 r. jako podporucznik objął dowództwo 10 kompanii w 330. Pułku Piechoty. 
Od stycznia 1919 roku w Polskiej Organizacji Wojskowej Górnego Śląska, początkowo na stanowisku komendanta powiatu opolskiego. 6 czerwca 1919 r. aresztowany i więziony do 27 lipca. 15 października 1919 r, zgłosił się do dyspozycji władz wojskowych w Poznaniu, skąd został przydzielony do Oddziału Dowództwa Okręgu Generalnego Poznań.

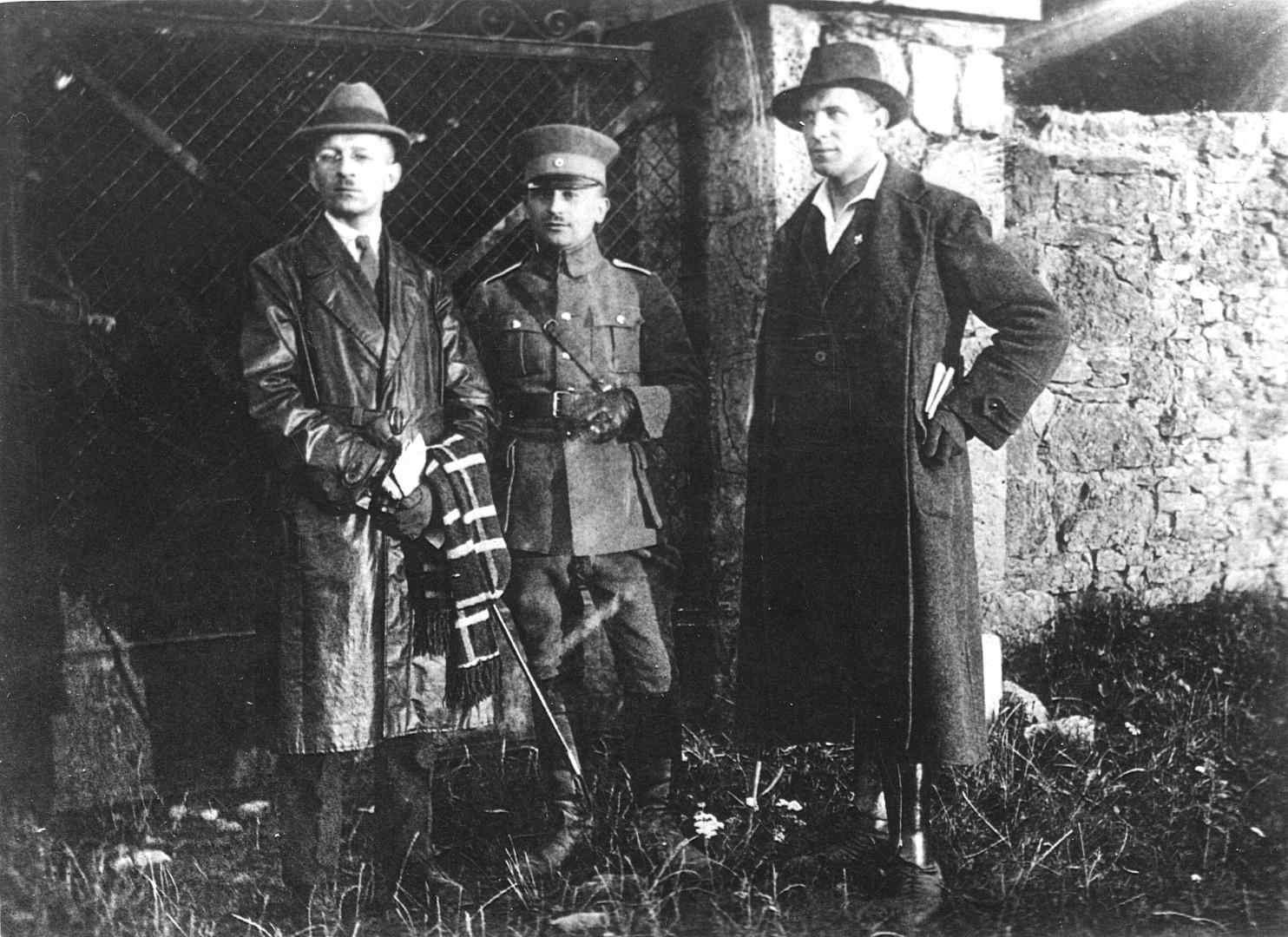
Działacze Polskiej Organizacji Wojskowej Górnego Śląska: Józef Szafarczyk (pierwszy od lewej), Teodor Kulik, Seweryn Jędrysik, 1921 r.

16 lutego 1920 r. został skierowany na Górny Śląsk, gdzie do sierpnia pełnił funkcję zastępcy szefa Wydziału Wywiadowczego Polskiego Komisariatu Plebiscytowego. Uczestnik II powstania śląskiego jak kapitan i dowódca sotni w Policji na Górnym Śląsku. Od 6 maja 1921 r. dowódca Podgrupy „Bogdan” w III powstaniu śląskim. Uczestniczył w bitwie w rejonie Góry św. Anny. Podczas likwidacji III powstania szef Oddziału IV Sztabu Grupy "Północ". 
Od 1 sierpnia 1921 r. do 1 marca 1922 r. kierownik Wydziału Politycznego Naczelnej Rady Ludowej na Górnym Śląsku. 19 kwietnia 1922 r. został powołany do służby wojskowej w 73 Pułku Piechoty, jednak wkrótce został zdemobilizowany. 
Podczas kampanii wrześniowej był obrońcą Katowic. Od 11 października 1939 r. przebywał na emigracji. W 1947 r. wrócił do kraju, gdzie pracował na stanowiskach kierowniczych w przemyśle węglowym.
Odznaczony m.in. Krzyżem Oficerskim Orderu Odrodzenia Polski, Krzyżem Niepodległości z Mieczami oraz Krzyżem Walecznych. Autor wielu prac wspomnieniowych z okresu powstań i plebiscytu.